# ブライアン・ロブソン
ブライアン・ロブソン（Bryan Robson OBE, 1957年1月11日 - ）は、イングランドのダラム出身の元同国代表のサッカー選手、サッカー指導者。選手時代のポジションはMF。

## 経歴
ウェスト・ブロムでプロとしてデビュー。そこで、ロブソンはイングランド代表に招集される程の活躍を見せる。1982年にマンチェスター・ユナイテッドへ移籍。クラブの90年代の黄金時代への礎を築いた。
クラブ、代表の双方でキャプテンを務めた選手で、高いキャプテンシーを持っているイングランド史上屈指のミッドフィルダー。主にセンターハーフとしてプレイ、高い運動量とパスでゲームを組み立てた。積極的に前線に飛び出し、ヒューズ、ストラカンらとの連携から数多くのゴールを決めた。利き足は左だが、右足も遜色なく使え、ミドルレンジからも左右両足で多くのゴールを挙げた。
マンチェスター・ユナイテッドのエースナンバーである背番号7を背負って戦った選手の一人である（他にジョージ・ベスト、エリック・カントナ、デビッド・ベッカム、クリスティアーノ・ロナウド、マイケル・オーウェンら）。また、ベッカムが幼少時代のアイドルとして公言している選手でもある。
1999年、『ワールドサッカー』誌の「20世紀の偉大なサッカー選手100人」で94位に選出された。
2009年9月、タイ代表の監督に就任するも、2011年に解任された。
スペインW杯、EURO1988において試合開始1分以内にゴールを決めている。

## 個人成績

### 代表での成績
出典
| イングランド代表 | 国際Aマッチ | 国際Aマッチ |
| 年               | 出場        | 得点        |
| ---------------- | ----------- | ----------- |
| 1980             | 5           | 0           |
| 1981             | 9           | 1           |
| 1982             | 12          | 5           |
| 1983             | 3           | 3           |
| 1984             | 10          | 5           |
| 1985             | 10          | 2           |
| 1986             | 5           | 2           |
| 1987             | 7           | 3           |
| 1988             | 11          | 1           |
| 1989             | 10          | 4           |
| 1990             | 8           | 0           |
| 通算             | 90          | 26          |

## タイトル

### クラブ
プレミアリーグ 7回

### 個人
- プレミアリーグ月間最優秀監督：1回（1997年3月）